# ハイ・ソサエティ (曲)
ハイ・ソサエティ（High Society）はマルチストレイン形式の旋律の曲で、もとは1901年4月にポーター・スティール Porter Steele が著作権を持つ（作曲した）行進曲であり、トラディショナル・ジャズのスタンダードとなった曲である。
ピッコロのオブリガートはスティールの初版には見られず、1901年後半以降のロバート・レッカー Robert Recker によるオーケストレーションを端緒とするようである。ルイジアナ州ニューオーリンズで、アルフォンス・ピクー Alphonse Picou はピッコロ・パートをクラリネットの変奏に移し替えた。これは時々、楽譜に書かれたとりわけ初期のジャズのソロだと考えられている。ピクーの変奏はニューオーリンズ・ジャズのスタンダードとなり（即興演奏を重んじるスタイルにしては珍しい）、ピクーの直後から今日の世代に至るまでの多くのトラディショナル・ジャズのクラリネット奏者たちは、ピクーのソロをコピーするか綿密に意図を汲んで演奏するかしている。時々は、そうした演奏の後に、次のコーラスで自分独自の即興演奏をすることもある。
ピクー自身は、後年に何回もこの曲を録音した。その中にはキッド・リナ Kid Rena、パパ・セレスティン Papa Celestin との録音や映画での録音も含まれる。
この曲は1911年にチャールズ A. プリンス Charles A. Prince の楽団で行進曲として録音された。ジャズとしての最初の録音は1923年のキング・オリヴァーのクレオール・ジャズ・バンドによるもので、ジョニー・ドッズがクラリネットを担当した。明らかな不注意で、この曲の著作権はすでに取得されているのに、Gennett Records 社はジョー・オリヴァー（キング・オリヴァーのこと）のオリジナルとしてこの曲の著作権を届け出てしまった。
1920年代にウォルター・メルローズ Walter Melrose はこの曲に歌詞を付けて（いままでに演じられたことはないが）再出版した。それは多くのジャズの曲に対して著作権使用料の多額の分け前を要求するための、彼の手なのだが。